# Primera circunnavegación rusa

La ruta de la primera circunnavegación rusa (texto en ruso)

La primera circunnavegación rusa de la Tierra tuvo lugar entre agosto de 1803 y agosto de 1806 y se llevó a cabo en 2 barcos, el Nadezhda y el Neva, bajo las órdenes de Adam Johann von Krusenstern y Yuri Lisianski, respectivamente. La expedición tenía objetivos económicos, diplomáticos y exploratorios complementarios.
El objetivo principal era establecer relaciones diplomáticas y económicas entre Rusia y Japón, y con los puertos chinos para el comercio de pieles rusas. La etapa china de la expedición estaba vinculada a la embajada por tierra encabezada por Yury Golovkin. Para ayudar a establecer relaciones diplomáticas y económicas entre Rusia y Japón, la expedición incluyó una gran delegación diplomática encabezada por el Chambelán de la Corte y el embajador plenipotenciario Nikolai Rezanov. Rezanov también fue el "Alto Representante" de la Compañía Ruso-Americana. Sin embargo, Rezanov a menudo entraba en conflicto con Krusenstern, quien había pasado años proponiendo la expedición alrededor del mundo y tenía diferentes prioridades.
Los barcos partieron de Kronstadt el 7 de agosto de 1803, parando en Copenhague, Falmouth, Tenerife, Brasil, Nuku Hiva y Hawaii. Cuando la expedición llegó a las islas hawaianas en junio de 1804, los barcos se separaron: el Nadezhda fue a Kamchatka y Japón, mientras que el Neva se dirigió a la isla Kodiak en Alaska, donde pasó 14 meses y participó en la guerra ruso-tlingit. Los barcos se reunieron en Guangzhou en diciembre de 1805 y después de salir de China navegaron juntos por un corto tiempo, antes de regresar de forma independiente a Kronstadt el 19 de agosto de 1806.
Desde el punto de vista político, la expedición no tuvo éxito ya que las autoridades japonesas no permitieron que el enviado ingresara al país y se negaron a establecer relaciones diplomáticas. En 1805 Rezanov y su séquito desembarcaron en Kamchatka, y luego comenzaron a actuar de forma independiente.
La expedición hizo varios descubrimientos en el Pacífico, nombrando y describiendo islas, archipiélagos, cabos y arrecifes. Además, la expedición recolectó información botánica, zoológica y etnográfica. Muchas de las personas que participaron en la expedición publicaron libros que relatan sus viajes en varios idiomas.

## Desarrollo del viaje

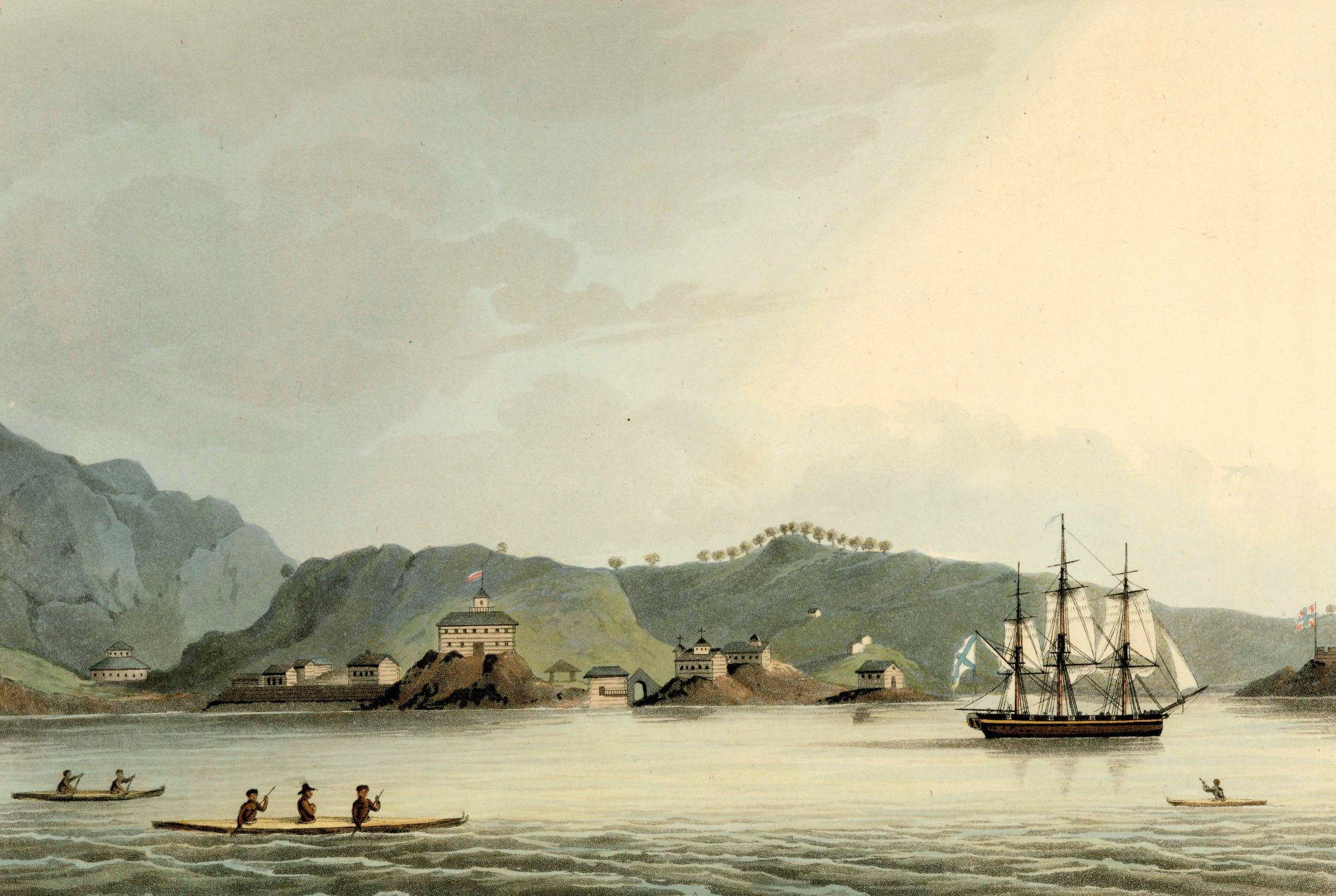
«Harbour of St. Paul in the Island of Cadiack».
Obra recreando la visita de la isla Kodiak del Nevá, uno de los dos barcos de la expedición. (Grabado de I. Clark, publicado en Londres en 1814, a partir de un dibujo del capitán Lisianski).

Krusenstern viajó primero a Londres para comprar dos barcos, el Nadezhda («Esperanza») y el Nevá (del río Nevá). En Hamburgo reclutó el personal científico de la expedición, algunos de los cuales adquirieron cierta notoriedad, como los naturalistas Georg Heinrich von Langsdorff (1774-1852) y Wilhelm Gottlieb von Tilesius von Tilenau (además, médico) (1769-1857) y el astrónomo Horner. El poeta alemán August Kotzebue le confió a sus dos hijos adolescentes, Otto y Moritz. Uno de los tenientes de la expedición fue Fabian von Bellinghausen. Años más tarde Bellinghausen y Otto von Kotzebue continuarían las exploraciones rusas en el Pacífico. Kotzebue dedicaría una isla descubierta en las Tuamotu a Krusenstern, hoy en día Tikehau.
Un enviado del zar, Nikolái Rezánov, acompañaba a la expedición con la intención de renovar las relaciones con el Imperio japonés y por ello llevaban a algunos japoneses que habían naufragado en 1796 en las islas Aleutianas para ser devueltos a su país.
La flota partió del puerto de Kronstadt, a orillas del golfo de Finlandia, no lejos de San Petersburgo, el 7 de agosto de 1803. Al mando del Nadezhda iba Krusenstern y el Nevá iba capitaneado por Yuri Lisianski.
Después de doblar el cabo de Hornos, visitaron las islas Marquesas y también la entonces isla de Washington (Kiribati) (Nuevas Marquesas). Descubrieron en la costa occidental de Nuku Hiva un excelente puerto al que dio el nombre de Chichágov. Durante unas semanas se dedicaron a estudiar y describir a los isleños. Aquí se encontró con dos europeos integrados en la sociedad isleña, pero enemistados: el francés Joseph Kabri y el inglés Robarts. Krusenstern tomó partido por el inglés y se lleva a Kabris que acabará en un circo de París mostrando sus tatuajes de guerrero marquesano.
Siguieron hacia el norte y en las islas Sandwich (Hawái) se separaron los dos barcos. El Nevá se dirigió al noreste, con la misión de explorar la costa noroccidental de América, el litoral de la actual Alaska. Krusenstern se dirigió al noroeste, hacia la península de Kamchatka, arribando a Petropávlovsk-Kamchatski el 14 de julio de 1804, para partir el 8 de septiembre. Buscó en vano, igual que habían hecho anteriores navegantes, las islas que aparecían en varios mapas al este de Japón, las islas (imaginarias) de oro y plata, que se habían hecho famosas por los relatos de los españoles. El 7 de octubre el barco ruso estaba a la vista de Nagasaki, en la costa sudoeste de la isla de Kyushu.

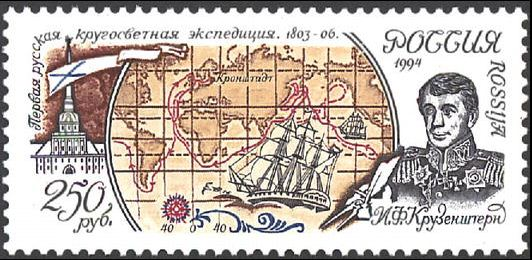
Estampilla rusa de 1994, conmemorativa de la expedición

Este era el único puerto japonés donde estaba permitido el comercio exterior y solamente para los holandeses. La acogida de los japoneses fue tensa y el barco de Krusenstern y el embajador ruso fueron retenidos a bordo como prisioneros y confiscadas sus armas y la pólvora. El permiso que le habían concedido a Laxman en 1792, para un envío posterior de un buque mercante, se consideró sin efecto. Una flota de treinta y dos juncos rodearon el barco y se prohibió cualquier contacto con los residentes. La carta que llevaban del emperador de Rusia fue enviada a Edo (Tokio) y después de una estancia (o cautiverio de varios meses), el 4 de abril Rezánov recibió una respuesta negativa y concluyente del soberano japonés. Se invitaba a Rezánov a partir cuanto antes y a no regresar nunca, y los rusos fueron advertidos de que en el futuro todos los náufragos japoneses debían de ser entregados a los holandeses, que los devolverían a través de Batavia (Yakarta). Así, la embajada había fallado completamente.
El 18 de abril de 1805 Krusenstern salió de Japón para volver a Kamchatka. Quería navegar entre Corea y Japón y continuar a lo largo de la costa noroeste de la isla de Nipón (Honshu), la principal del imperio, por la investigación incompleta que había realizado el francés La Pérouse debido al mal tiempo. Pero tuvo que afrontar los mismos obstáculos y se vio obligado a ir directamente al estrecho de Sangar. Bordeó la costa occidental de Yesso (Hokkaidō) y cruzó el estrecho de La Pérouse. Por último, reconoció y exploró la isla de Tchoka (Sajalín) y las islas Kuriles meridionales.
El conde Rezánov abandonó el buque de Krusenstern en el puerto de San Pedro y San Pablo en Kamchatka y fue señalado por su conducta inhumana en contra de una colonia japonesa. Krusenstern después de realizar nuevas exploraciones en la región de las islas Kuriles, al norte de Tartaria, cerca de la desembocadura del río Amur, regresó a San Pedro y San Pablo el 29 de agosto, y el 30 de noviembre llegó a Macao, donde se unió el Nevá el 3 de diciembre. Las pieles transportadas por el buque se vendieron en Cantón por un precio considerable. Salieron de China el 9 de febrero de 1806 y el 19 de agosto estaban de regreso en Kronstadt, justo antes de que Napoleón decretase el bloqueo continental.
En su estancia en Alaska, el capitán Lisianski había participado en septiembre de 1804 en la batalla de Sitka, auxiliando a Aleksandr Baránov, al frente de la Compañía Ruso-americana, a recuperar el control de la isla de Baranof (en el archipiélago Alexander) frente a los nativos tlingits. A su regreso, Lisianski descubrió una de las islas de Sotavento de Hawái llamada hoy en día Lisianski.

### Cronología y ruta del viaje de circunnavegación
| Fecha                                   | Etapa                                                                  | Etapa                                                        |
| --------------------------------------- | ---------------------------------------------------------------------- | ------------------------------------------------------------ |
|                                         | Nadezhda Adam Johann von Krusenstern (450 toneladas y 85 hombres)      | Nevá Yuri Fiódorovich Lisianski (370 toneladas y 54 hombres) |
| 7 de agosto de 1803                     | Partida del puerto de Kronstadt, en el golfo de Finlandia              | Partida del puerto de Kronstadt, en el golfo de Finlandia    |
| 18 de agosto al 18 de septiembre        | Copenhague                                                             | Copenhague                                                   |
| 18 al 27 de octubre                     | Tenerife                                                               | Tenerife                                                     |
| 27 de octubre al 4 de diciembre         | Isla Santa Catalina, cerca de Río de Janeiro                           | Isla Santa Catalina, cerca de Río de Janeiro                 |
| 3 de marzo de 1804                      | Cabo de Hornos                                                         | Cabo de Hornos                                               |
| 7 a 31 de mayo                          | Noukahiva (Nuku Hiva en las islas Marquesas)                           | Noukahiva (Nuku Hiva en las islas Marquesas)                 |
| 10 de junio                             | Oahu, en las islas Sandwich (Hawái)                                    | Oahu, en las islas Sandwich (Hawái)                          |
| 15 de julio a 6 de septiembre           | Petropávlovsk-Kamchatski (península de Kamchatka)                      |                                                              |
| 7 de octubre al 18 de abril de 1805     | Nagasaki, Japón                                                        |                                                              |
|                                         | Nipon (Honshu), Yeso (Hokkaidō), Tchoka (Sajalín) y las islas Kuriles. |                                                              |
| 6 de junio al 9 de septiembre           | Petropávlovsk-Kamchatski                                               |                                                              |
| 20 de noviembre al 6 de febrero de 1806 | Macao                                                                  | Macao                                                        |
| 19 de agosto                            | Arribada de nuevo en Kronstadt                                         | Arribada de nuevo en Kronstadt                               |